# Parijse manuscripten

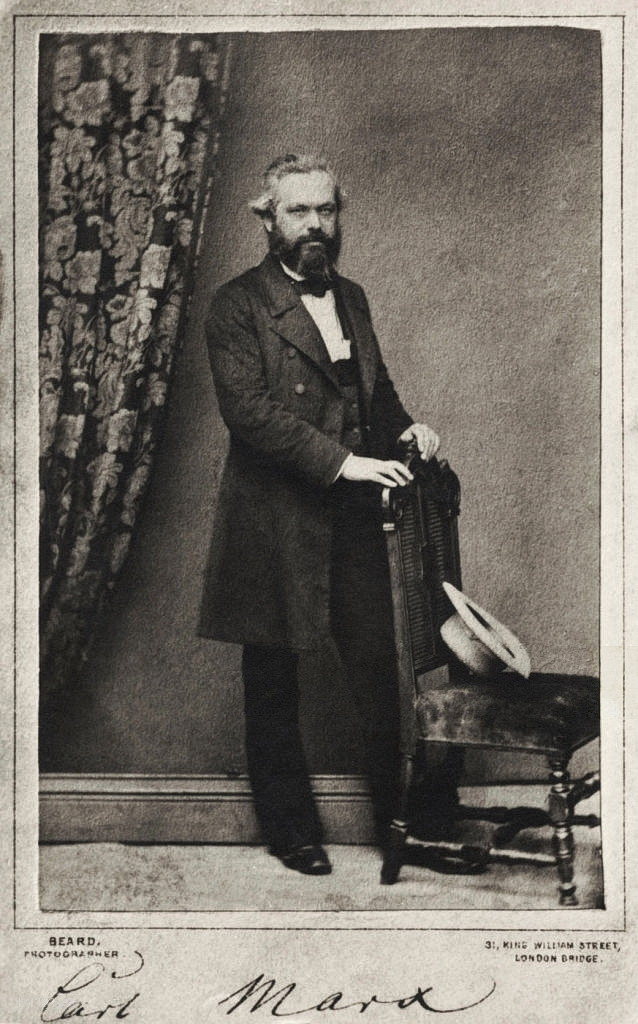
Marx in 1861

De Parijse of Economische en filosofische manuscripten zijn een verzameling manuscripten van Karl Marx, geschreven in 1844 te Parijs maar pas gepubliceerd in 1932 in de Sovjet-Unie, 49 jaar na Marx' dood. De manuscripten beslaan een groot aantal onderwerpen, maar zijn het best bekend vanwege het beeld van de homo faber en de theorie van de vervreemding die Marx erin uiteenzet.
De Manuscripten werden geschreven als voorwerk voor Marx' latere werk, waaronder zijn magnum opus Het Kapitaal. Ze vormen een duidelijke overgang van Marx' filosofische interesse naar zijn economische werk, en bevatten naast kritiek op eerdere filosofen ook verwijzingen naar klassieke Engelse en Schotse economen als Smith, Mill, Ricardo.
Het eerste manuscript begint met een scherpe kritiek op de economen uit Marx' tijd die volgens hem de wetten van het kapitalisme zoals de concurrentie, de "oorlog tussen hebzuchtigen", a priori aannemen zonder de oorsprong hiervan in de particuliere eigendom te onderzoeken.
Volgens Marx leiden loonarbeid en particuliere eigendom noodzakelijk tot vier vormen van vervreemding bij de arbeider:
- Vervreemding van zijn product, dat hem door de kapitaalbezitter wordt afgenomen.
- Vervreemding van zijn arbeid, die niet hemzelf toebehoort omdat hij deze verkocht heeft. Hij heeft geen inspraak in het productieproces, en lijdt onder het monotone fabriekswerk.
- Vervreemding van zijn mens-zijn, zijn soortelijk bestaan (Gattungswesen), omdat de arbeid, de beheersing over de natuur die mensen kenmerkt, tot slechts een middel van bestaan gereduceerd wordt.
- Vervreemding van zijn medemens; de concurrentie zet mensen als vijanden tegenover elkaar.

Marx rekent ook af met Proudhon. Diens pleidooi voor gelijk loon voor iedereen zou volgens Marx, net als iedere loonsverhoging, slechts een betere betaling van slaven inhouden: "de maatschappij zou dan de rol van de abstracte kapitalist spelen."
De oplossing van de vervreemding moet volgens Marx de politieke emancipatie van de arbeiders zijn, die zal leiden tot de bevrijding van de gehele mensheid, "omdat de verhouding van de arbeider tot de productie het hele probleem van de menselijke slavernij bevat en alle soorten van slavernij slechts modificaties en consequenties van deze verhouding zijn".